# Parafia św. Apostołów Piotra i Pawła w Konarzynach
Parafia Świętych Apostołów Piotra i Pawła w Konarzynach – rzymskokatolicka parafia w Konarzynach. Należy do dekanatu borzyszkowskiego diecezji pelplińskiej. 
Parafia liczy 1950 wiernych. Przy parafii działają następujące organizacje i wspólnoty: Katolickie Stowarzyszenie Młodzieży, Koło Różańcowe, Parafialny Klub Sportowy, zespół muzyczny.

## Zasięg parafii
Obszar parafii obejmuje następujące miejscowości: Babilon, Binduga, Borne, Chociński Młyn, Ciecholewy, Dzięgiel, Jonki, Kiełpin, Konarzynki, Kopernica, Korne, Niepszczołąg, Nierostowo, Nowa Karczma, Popielewo, Rowista, Zielona Chocina, Zielona Huta, Żychce.

## Historia parafii
W 1326 r. wielki mistrz zakonu krzyżackiego, Werner z Olsen, nadał rodzinie Konarskich prawo patronatu kościelnego w Konarzynach. 
Pierwszy, drewniany kościół spłonął w pożarze w połowie XVIII w. Piotr Tuchółka w latach 1731–1744 wzniósł nowy, istniejący do dziś. 

## Proboszczowie
- ks. Erwin Thyron (1945)
- ks. Bernard Cysewski (1945–1947)
- ks. Jan Ruciński (1947–1949)
- ks. Bronisław Hinc (1949–1958)
- ks. Otton Konrad (1958–1986)[1]
- ks. Stanisław Wiśniewski (1986–1988)
- ks. Zygmunt Sadecki (1988–2003)
- ks. Marek Weltrowski (od 2003)